# Jean-Baptiste Gourion
Jean-Baptiste Gourion O.S.B.Oliv., de son nom de naissance Jean-Louis Gourion (né à Oran le 24 octobre 1934 - mort à Jérusalem le 23 juin 2005), fut évêque auxiliaire de Jérusalem, chargé de la communauté catholique hébraïque d'Israël. Ayant reçu le baptême en 1958 à l'abbaye bénédictine du Bec Hellouin, il en devint moine sous l'inspiration de l'abbé de l'époque, Dom Paul-Marie Grammont qui décida de son envoi en Terre sainte avec deux autres moines. C'est ainsi qu'il fonda en 1976 et dirigea d'abord comme supérieur, puis comme prieur et enfin comme premier abbé, l'abbaye de la Résurrection située dans le village arabe majoritairement musulman d'Abou Gosh en Israël à environ 12 kilomètres de Jérusalem.

## Biographie
Jean-Baptiste Gourion est né en 1934 à Oran, en Algérie, dans une famille juive, alors que l'Algérie était une colonie française. Il commence ses études à l’université, inscrit comme étudiant en sciences naturelles et médecine. Or, il est toutefois obligé d'effectuer son service militaire lors de la guerre d’Algérie.
Gourion se convertit du judaïsme au catholicisme en étant baptisé le 5 avril 1958. En 1961, il entre à l’abbaye du Bec Hellouin et prend le nom de frère Jean-Baptiste. En 1966, il fait sa profession perpétuelle et est ordonné prêtre le 29 juin 1967. 
Cependant, en 1976 Jean-Baptiste, avec deux confrères, est envoyé en Israël en vue d’y établir une communauté monastique qui témoignerait des racines juives de l’Église et qui serait ouverte aux mondes juif et israélien, en communion avec l’église locale. Les trois moines s’installent sur le site médiéval d’une église dans le village arabe d’Abou Gosh, juste en dehors de Jérusalem. Jean-Baptiste est supérieur de la communauté jusqu’en 1987, lorsqu'il est élu premier prieur de l'abbaye ; il est réélu en 1992 et 1998. À partir de 1986, il est aussi Définiteur (visiteur) au Chapitre général de sa congrégation. En 1999, Jean-Baptiste Gourion devient le premier abbé de l'abbaye Sainte-Marie de la Résurrection d'Abu Gosh.
Le 8 avril 1990, le nouveau Patriarche latin de Jérusalem, Michel Sabbah (le premier Palestinien nommé Patriarche latin de Jérusalem) nomme Jean-Baptiste Gourion vicaire pour les catholiques hébréophones vivant dans le territoire du Patriarcat latin de Jérusalem. Depuis cette époque, il est responsable de la pastorale des catholiques hébréophones, organisés en quatre communautés, à Jérusalem, Jaffa, Beersheva et Haïfa. Plus tard, Jean-Baptiste Gourion engage deux prêtres pour commencer à travailler avec les immigrés russes de confession catholique.
De plus, il recueille une grande reconnaissance pour son œuvre et pour le témoignage du monastère en Israël. En 1989, il reçoit la Légion d’honneur des mains du Ministre français des Affaires étrangères, Roland Dumas. En 2002, il reçoit le prix annuel de l’Association des Amitiés judéo-chrétiennes de France, qui lui est décerné dans l’enceinte du Parlement israélien (Knesset).
En 2003, Gourion est nommé évêque auxiliaire du Patriarcat latin de Jérusalem par le pape Jean-Paul II. La même année, il est également nommé au siège titulaire de Lydda. Il est ordonné évêque le 9 novembre 2003 en l’église  Notre-Dame-de-l'Arche-d’Alliance de Kiryat-Yéarim par le Patriarche latin assisté du nonce, Pietro Sambi et du cardinal Roger Etchegaray. À la fin de la cérémonie d’ordination, Jean-Baptiste Gourion s’adressa à la foule et dit en hébreu: « Sof sof hazarnu habayita » (Enfin, nous sommes de retour à la maison)
Sa mission comprenait notamment le soin des nécessités spirituelles de la Communauté catholique hébraïque d'Israël.
Quelques mois après son ordination, Jean-Baptiste Gourion est terrassé par un cancer le 23 juin 2005. Le 28 juin 2005, la messe de funérailles est célébrée par le Patriarche Michel Sabbah au milieu d’une foule de prêtres; il est ensuite inhumé au sein de l’abbaye d’Abou Gosh.